# هارالد هوفمان
هارالد هوفمان (بالألمانية: Harald Hofmann)‏ هو مجدف نمساوي، ولد في 18 يوليو 1973 في لينتس في النمسا.

## وصلات خارجية
- هارالد هوفمان على موقع الاتحاد الدولي للتجديف (الإنجليزية)
- هارالد هوفمان على موقع اللجنة الأولمبية الدولية (الإنجليزية)
- هارالد هوفمان على موقع أوليمبيديا (الإنجليزية)